# Priscilla a Akvila
Svatí Priscilla a Akvila byli manželé, o kterých je psáno v novozákonních Skutcích apoštolů a Pavlových listech. Priscilla je pak na některých místech jmenována zkráceným jménem Priska.
Z novozákonních zmínek vyplývá, že v tehdejší církevní obci hráli velkou úlohu. Ačkoliv jejich jména jsou latinská, byli hebrejského původu. Než přišli do Korintu, pobývali v Římě, odkud museli odejít na příkaz císaře Klaudia, který vypudil všechny Židy. Přibližně v padesátých letech se stali spolupracovníky apoštola Pavla při hlásání evangelia, spojovalo je s ním taktéž stejné řemeslo – výroba stanů. S Pavlem podnikli cestu z Korintu do Efesu, kde zůstali. Zde podle Skutků taktéž o víře poučili významného tehdejšího křesťanského kazatele Apolla. Později se navrátili do Říma, kam jim Pavel ve svém listu Římanům posílá pozdrav.

## Novozákonní zmínky o Priscille a Akvilovi
- „Potom odešel Pavel z Athén a přišel do Korintu. Tam se setkal s jedním Židem, který se jmenoval Akvila a pocházel z Pontu. Nedávno přišel se svou manželkou Priscillou z Itálie, protože císař Klaudius vydal rozkaz, aby všichni Židé opustili Řím. Pavel se s nimi sblížil, zůstal u nich a pracoval s nimi, poněvadž měli stejné řemeslo – dělali stany.“ Sk 18, 1 (Kral, ČEP)

- „Pavel zůstal v Korintu ještě mnoho dní, pak se s bratřími rozloučil a odplul s Priscillou a jejím mužem Akvilou do Sýrie. ... Dostali se do Efezu, kde oba manželé už zůstali.“ Sk 18, 18–19 (Kral, ČEP)

- „Začal (Apollos) neohroženě vystupovat v synagóze. Když ho uslyšeli Priscilla a Akvila, vzali ho k sobě a ještě důkladněji mu vyložili Boží cestu.“ Sk 18, 26 (Kral, ČEP)

- „Pozdravujte Prisku a Akvilu, mé spolupracovníky v díle Krista Ježíše, kteří pro mne nasadili život; jsem jim zavázán vděčností nejen já sám, ale i všechny církve z pohanských národů.“ Ř 16, 3–4 (Kral, ČEP)

- „Pozdravují vás církve v Asii. Velice vás v Pánu pozdravuje Akvilas a Priska spolu s církví, která se shromažďuje v jejich domě.“ 1Kor 16, 19 (Kral, ČEP)

- „Pozdravuj Prisku a Akvilu a rodinu Oneziforovu.“ 2Tm 4, 19 (Kral, ČEP)

## Priscilla jako autorka listu Židům
Někteří badatelé považují Priscillu za možnou autorku novozákonního Listu Židům.

## Úcta
Manželé jsou v některých křesťanských církvích uctíváni jako svatí. Významnější úctu si mezi lidem však získala Priscilla, ačkoliv je problematické její zaměňování s jinou svatou Priskou, mučednicí konce 1. století, jejíž svátek se v katolické církvi slaví 18. ledna. Priscilla, která je předmětem tohoto článku, je pak uctívána společně se svým manželem 8. července.